# Perdiu d'esperons de Sri Lanka
La Perdiu d'esperons de Sri Lanka (Galloperdix bicalcarata) és una espècie d'ocell de la família dels fasiànids (Phasianidae) que habita la selva humida de Sri Lanka.